# Khiri Mat (huyện)
Khiri Mat (tiếng Thái: คีรีมาศ) là huyện (amphoe) cực nam thuộc tỉnh Sukhothai, miền nam Thái Lan.

## Địa lý
Các huyện giáp ranh (từ phía tây bắc theo chiều kim đồng hồ): Ban Dan Lan Hoi, Mueang Sukhothai và Kong Krailat thuộc tỉnh Sukhothai, Bang Rakam thuộc tỉnh Phitsanulok, Phran Kratai thuộc tỉnh Kamphaeng Phet.

## Lịch sử
Huyện này đã được đổi tên từ Tanot sang Khiri Mat năm 1939.

## Hành chính
Huyện này được chia thành 10 phó huyện (tambon), các đơn vị này lại được chia ra thành 101 làng (muban). Có hai thị trấn (thesaban tambon) - Tanot nằm trên một phần của tambon Tanot, và Thung Luang nằm trên toàn bộ lãnh thổ tambon Thung Luang. Có 9 Tổ chức hành chính tambon.
| STT. | Tên               | Tên Thái  | Số làng | Dân số |  |
| ---- | ----------------- | --------- | ------- | ------ |  |
| 1.   | Tanot             | โตนด      | 17      | 9.344  |  |
| 2.   | Thung Luang       | ทุ่งหลวง    | 13      | 7.807  |  |
| 3.   | Ban Pom           | บ้านป้อม    | 9       | 4.917  |  |
| 4.   | Sam Phuang        | สามพวง    | 10      | 5.105  |  |
| 5.   | Si Khiri Mat      | ศรีคีรีมาศ   | 11      | 5.203  |  |
| 6.   | Nong Chik         | หนองจิก    | 12      | 7.946  |  |
| 7.   | Na Choeng Khiri   | นาเชิงคีรี   | 10      | 5.776  |  |
| 8.   | Nong Krading      | หนองกระดิ่ง | 6       | 3.418  |  |
| 9.   | Ban Nam Phu       | บ้านน้ำพุ    | 8       | 5.017  |  |
| 10.  | Thung Yang Mueang | ทุ่งยางเมือง | 5       | 2.052  |  |